# 텐렉아과
텐렉아과(Tenrecinae)는 텐렉과에 속하는 4개 아과 중 하나다.

## 하위 종
텐렉아과는 4개 속, 5종으로 이루어져 있다.
- 텐렉아과 (Tenrecinae)
  - 작은고슴도치텐렉속 (Echinops)
    - 작은고슴도치텐렉 (Echinops telfairi)

  - 줄무늬텐렉속 (Hemicentetes)
    - 하이랜드줄무늬텐렉 또는 고지대줄무늬텐렉 (Hemicentetes nigriceps)
    - 로랜드줄무늬텐렉 또는 저지대줄무늬텐렉 (Hemicentetes semispinosus)

  - 바늘고슴도치붙이속 (Setifer)
    - 바늘고슴도치붙이 (Setifer setosus)

  - 텐렉속 또는 마다가스카르고슴도치붙이속 (Tenrec)
    - 마다가스카르고슴도치붙이 (Tenrec ecaudatus)

## 같이 보기
- 수렴 진화